# Guy Kibbee
Guy Kibbee (ur. 6 marca 1882, zm. 24 maja 1956) − amerykański aktor filmowy.

## Wybrana filmografia
- 1932: Blues wielkiego miasta jako Hummell
- 1932: The Crowd Roars jako Pop Greer
- 1932: Grzech jako Joe Horn
- 1933: Arystokracja podziemi jako sędzia Henry G. Blake
- 1933: Poszukiwaczki złota jako Faneul H. Peabody
- 1933: Ulica szaleństw jako Abner Dillon
- 1933: Nocne motyle jako Silas "Si" Gould
- 1935: Kapitan Blood jako Henry Hagthorpe
- 1936: Młody lord Fauntleroy jako Silas Hobbs
- 1936: Moja gwiazdeczka jako kapitan January
- 1937: Babes in Arms jako sędzia John Black
- 1938: W ludzkich sercach jako George Ames
- 1938: Trzej towarzysze jako Alfons
- 1939: Ten cudowny świat jako Fred 'Cap' Streeter
- 1939: Pan Smith jedzie do Waszyngtonu jako gubernator Hubert „Happy” Hopper
- 1940: Nasze miasto jako pan Webb
- 1943: Zwariowana dziewczyna jako Dean Phineas Armour
- 1948: Fort Apache jako doktor Wilkens
- 1948: Trzej ojcowie chrzestni jako sędzia